# HD213320
HD213320 — хімічно пекулярна зоря спектрального класу
A0 й має  видиму зоряну величину в смузі V приблизно  4,8.
Вона  розташована на відстані близько 265,4 світлових років від Сонця.

## Фізичні характеристики
Зоря HD213320 обертається 
порівняно повільно 
навколо своєї осі. Проєкція її екваторіальної швидкості на промінь зору становить  Vsin(i)= 21км/сек.